# Brengkok (Susukan)
Brengkok is een bestuurslaag in het regentschap Banjarnegara van de provincie Midden-Java, Indonesië. Brengkok telt 2233 inwoners (volkstelling 2010).